# Achaearanea machaera
Achaearanea machaera là một loài nhện trong họ Theridiidae.
Loài này thuộc chi Achaearanea. Achaearanea machaera được Herbert Walter Levi miêu tả năm 1959.